# Stig Berge
Stig Berge, född den 28 mars 1942 i Meldal, är en norsk orienterare som blev världsmästare individuellt och i stafett 1970, han har även tagit ett VM-silver och ett VM-brons.